# モーレ・アントネリアーナ

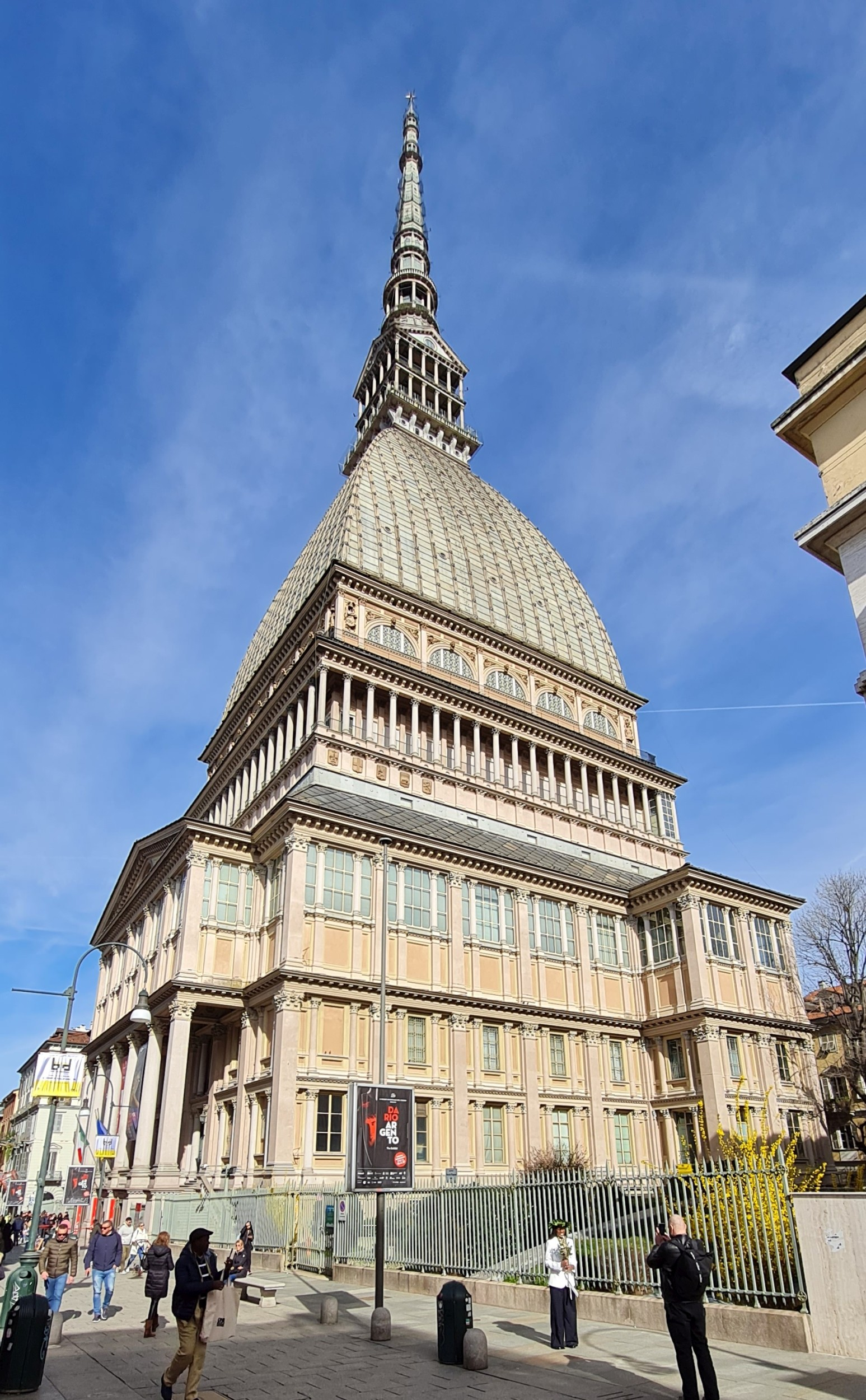
Mole Antonelliana, Turin.

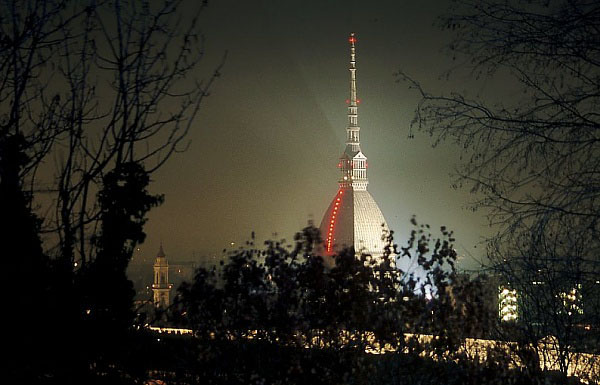
Mole Antonelliana, Turin.

モーレ・アントネリアーナ（Mole Antonelliana）はトリノの象徴的な建築物の一つ。
国立映画博物館を有し、世界で一番高い博物館と言われている。名称は建築家アレッサンドロ・アントネッリの名前から取られた。ドーム型の屋根の頂上までの高さは121mで、尖塔の上部までの高さは167.5mであり、20世紀以前の建築物としてはエッフェル塔とワシントン記念塔に続き3番目の高さを誇った（en:List of tallest structures built before the 20th centuryを参照）。
1863年に建設が始まり、26年後の1889年、建築家の死後に完成した。当初はシナゴーグ（ユダヤ教の礼拝堂）として建設が始まったが、建築家の名誉心により途中で資金不足に陥り、トリノのユダヤ人社会はアントネッリを解雇した。

## 画像
| - 「モーレ・アントネリアーナ」を編集中 - 「モーレ・アントネリアーナ」を編集中 パノラマ - La Mole Antonelliana vista dai Giardini Reali. - La Mole Antonelliana particolare della guglia con stella - La Mole Antonelliana quando era il Tempio Israelitico - ヒント |